# Am Flögelner See
Am Flögelner See ist ein Naturschutzgebiet in der niedersächsischen Stadt Geestland im Landkreis Cuxhaven.

## Allgemeines
Das Naturschutzgebiet mit dem Kennzeichen NSG LÜ 326 ist rund 74 Hektar groß. Es ist größtenteils Bestandteil des FFH-Gebietes „Ahlen-Falkenberger Moor, Seen bei Bederkesa“. Im Nordwesten und Osten grenzt es an das Naturschutzgebiet „Ahlen-Falkenberger Moor, Halemer/Dahlemer See“, im Südosten an das Naturschutzgebiet „Holzurburg am Bederkesaer See“. Die beiden Naturschutzgebiete werden durch das Naturschutzgebiet „Am Flögelner See“ miteinander vernetzt. Das Gebiet steht seit dem 6. Juli 2018 unter Naturschutz. Zuständige untere Naturschutzbehörder ist der Landkreis Cuxhaven.

## Beschreibung
Das Naturschutzgebiet liegt nördlich von Bad Bederkesa. Es stellt Uferbereiche im Westen und Süden des Flögelner Sees mit der vorgelagerten, rund 15 Meter breiten Flachwasserzone, den Flögelner Seeabfluss und einen mehrere hundert Meter langen Abschnitt des Schifffahrtswegs Elbe-Weser bis zur Gemeindegrenze zu Steinau unter Schutz.
Die Uferbereiche im Schutzgebiet werden von gut entwickelter Verlandungsvegetation mit Röhrichten und Feuchtgebüschen geprägt, an die sich Röhrichte aus Schilfrohr und Wasserschwaden, Seggenriede, Weidengebüsche aus Grauweide und Ohrweide und Erlen- oder Birkenbruchwald mit Schwarzerle und Moorbirke anschließen. Im Nordwesten und Südosten befinden sich am Flögelner See feuchte Grünlandflächen, die beweidet oder als Mähwiesen genutzt werden. Kleinflächig sind Moorwälder mit relativ hohem Alt- und Totholzanteil vorhanden. Hier dominiert die Moorbirke. Außerdem siedeln hier Pfeifengras, Torfmoose und Zwergsträucher.
Der bedeichte Flögelner Seeabfluss, der durch ein Stauwehr unterbrochen ist, über den der Wasserstand des Flögelner Sees reguliert werden kann, wird von artenreicher Ufervegetation begleitet. Es dominieren Röhrichte, Großseggenriede und Hochstaudenfluren. Stellenweise stocken Weiden- und Erlengebüsche. Der Bereich des (verlandeten) Selmsees, der von Röhrichten und Bruchwald mit Birken und Erlen dominiert wird, ist in das Naturschutzgebiet einbezogen. Hier sind Kleingewässer zu finden, die auf aufgegebene Fischteiche zurückgehen und sich relativ naturnah entwickeln konnten.
Das Naturschutzgebiet ist Lebensraum einer artenreichen Flora und Fauna, darunter auch mehrere gefährdete Arten. So siedeln hier u. a. Sumpfcalla, Sumpfdotterblume, Zungenhahnenfuß, Gewöhnlicher Gilbweiderich, Mädesüß, Bittersüßer Nachtschatten, Wasserminze, Sumpffarn, Sumpfreitgras, Walzen-, Rispen- und Fadensegge und Gagelstrauch. Die Gewässer sind Lebensraum u. a. von Aal, Ukelei, Hecht, Meerforelle, Quappe und Schlammpeitzger. Reptilien und Amphibien sind im Naturschutzgebiet z. B. durch Ringelnatter, Kreuzotter und Moorfrosch vertreten, Libellen u. a. durch Mond-Azurjungfer, Nordischer Moosjungfer und Federlibelle, Schmetterlinge durch Mittleren und Braunfleckigen Perlmuttfalter und Heuschrecken durch Kurzflüglige Schwertschrecke und Buntbäuchiger Grashüpfer.
Das Naturschutzgebiet ist weiterhin Lebensraum von Rohrweihe, Kuckuck, Nachtigall, Blaukehlchen, Braunkehlchen, Schilfrohrsänger, Feldlerche, Kleinspecht, Wasserralle, Haubentaucher und Eisvogel. In den Wintermonaten rasten im Naturschutzgebiet u. a. Krick-, Löffel-, Tafel-, Reiher-, Pfeif- und Schnatterente, Waldsaat-, Bläss- und Graugans, Haubentaucher, Zwergsäger, Gänsesäger, Lach- und Sturmmöwe sowie Trauerseeschwalbe.
Im Gebiet ist auch der Fischotter heimisch, der den Flögelner Seeabfluss als Wanderkorridor nutzt. Teichfledermaus und andere Fledermausarten nutzen das Gebiet als Jagdgebiet und Flugkorridor.
Das Naturschutzgebiet grenzt im Süden des Flögelner Sees und entlang des Flögelner Seeabflusses überwiegend an intensiv genutzte Grünländereien, von denen es im Süden des Sees durch eine Straße und entlang des Seeablusses durch die Verwallung getrennt ist. Südlich des Flögelner Sees wird es von der Straße von Flögeln nach Steinau gequert. Weitere Querungen im Bereich des Flögelner Seeabflusses beschränken sich auf Wirtschaftswege. Im Norden und Westen grenzt es jeweils an öffentliche Straßen. Der unter Naturschutz stehende Bereich am Südwestufer des Flögelner Sees grenzt direkt an die Wohnbebauung von Flögeln. Die Gartenflächen sind hier durch den Seedeich vom Naturschutzgebiet getrennt. Ein Bereich im Südwesten des Sees mit einem stärker frequentierten Uferbereich, an dem sich auch ein kleiner Strandbereich sowie mehrere Steganlagen befinden, ist aus dem Geltungsbereich der Naturschutzverordnung ausgespart.
Am Südufer des Flögelner Sees befindet sich ein Aussichtsturm, von der aus der See und seine Uferbereiche einsehbar sind.